# Akito Miura
Akito Miura (三浦 旭人 Miura Akito?), född 11 augusti 1987 i Osaka prefektur, är en japansk före detta fotbollsspelare.
Miura började sin karriär 2010 i Gainare Tottori. Han spelade 48 ligamatcher för klubben. Efter Gainare Tottori spelade han för FC Ryukyu och Renofa Yamaguchi FC. Han avslutade karriären 2014.